# Blessing Afrifah
Blessing Akwasi Afrifah (hebräisch בלסינג אקווסי אפריפה; * 26. Oktober 2003 in Tel Aviv-Jaffa) ist ein israelischer Leichtathlet, der sich auf den Sprint spezialisiert hat.

## Sportliche Laufbahn
Erste Erfahrungen bei internationalen Meisterschaften sammelte Blessing Akwasi Afrifah im Jahr 2021, als er bei den Balkan-Meisterschaften in Smederevo in 21,28 s den sechsten Platz im 200-Meter-Lauf belegte und mit der israelischen 4-mal-100-Meter-Staffel in 40,12 s die Bronzemedaille gewann. Anschließend belegte er bei den U20-Europameisterschaften in Tallinn in 21,01 s den vierten Platz über 200 Meter und erreichte mit der Staffel nach 41,18 s Rang sieben. Daraufhin wurde er bei den U20-Weltmeisterschaften in Nairobi in 21,03 s Siebter über 200 Meter. Im Jahr darauf belegte er bei den U20-Balkan-Meisterschaften in Belgrad in 6,92 s den siebten Platz im 60-Meter-Lauf. Im Juni gewann er bei den Balkan-Meisterschaften in Craiova in 20,98 s die Silbermedaille über 200 Meter hinter dem Serben Boško Kijanović und belegte mit der Staffel in 40,11 s den fünften Platz. Anschließend siegte er in 19,96 s überraschend bei den U20-Weltmeisterschaften in Cali und stellte damit einen neuen U20-Europarekord auf. Kurz darauf gelangte er bei den Europameisterschaften in München bis ins Halbfinale über 200 Meter und schied dort mit 20,69 s aus. 2023 wurde er bei der 3. Liga der Team-Europameisterschaft im Zuge der Europaspiele in Chorzów über 100 Meter disqualifiziert und wurde mit der Staffel in 39,66 s Zweiter. Anschließend siegte er in 20,67 s über 200 Meter bei den U23-Europameisterschaften in Espoo. Zudem egalisierte er im Mai den Landesrekord über 100 Meter von 10,20 s, den er seither gemeinsam mit Alexandr Porchomowski innehat. Im August schied er bei den Weltmeisterschaften in Budapest mit 20,73 s in der ersten Runde über 200 Meter aus. Im Jahr darauf belegte er bei den Europameisterschaften in Rom in 20,97 s den siebten Platz über 200 Meter. Anschließend schied er bei den Olympischen Sommerspielen in Paris mit 20,88 s in der Hoffnungsrunde aus.
2025 wurde er bei der 2. Liga der Team-Europameisterschaft in Maribor in 20,31 s Erster über 200 Meter und gelangte über 100 Meter mit 10,57 s auf den zweiten Platz im A-Lauf. Zudem gelangte er mit der 4-mal-100-Meter-Staffel mit 39,80 s auf den vierten Platz im B-Lauf. Anschließend verteidigte er bei den U23-Europameisterschaften in Bergen in 20,64 s seinen Titel über 200 Meter.
In den Jahren von 2020 bis 2024 wurde Afrifah israelischer Meister im 100- und 200-Meter-Lauf.

## Persönliche Bestleistungen
- 100 Meter: 10,20 s (+1,7 m/s), 21. Mai 2023 in Tel Aviv-Jaffa (israelischer Rekord)
  - 60 Meter (Halle): 6,75 s, 25. Januar 2025 in Saint-Brieuc
- 200 Meter: 19,96 s (−1,0 m/s), 4. August 2022 in Cali (israelischer Rekord), (europäischer U20-Rekord)
  - 200 Meter (Halle): 20,69 s, 10. Februar 2024 in Liévin (israelischer Rekord)